# Дуранго
Вижте пояснителната страница за други значения на Дуранго.
Дуранго (на испански: Durango) е щат в Мексико. Дуранго е с население от 1 509 117 жители (2005), което го прави 23-ти по брой жители от всички щати, а общата площ на щата е 123 181 км², нареждайки го на 4-то място в Мексико. Столицата на Дуранго също се казва Дуранго.

## Население
1 509 117 (2005)
Расов състав:
- 45 % – бели
- 41,1 % – метиси
- 9,9 % – индианци

## Природни богатства

### Реки
- Акапонета.